# مستشفى ووهان المركزي
مستشفى ووهان المركزي (بالصينية: 武汉市中心医院) هو مستشفى من الدرجة الثالثة يقع في مقاطعة جيانغان في ووهان. تأسس في عام 1880 كعيادة تحت كنيسة هانكو الكاثوليكية. في عام 1893، تمت توسعته وإعادة تسميته باسم المستشفى الكاثوليكي.

## موظفون بارزون
- لي وين ليانغ: طبيب عيون، كان أولُ شخصٍ يُحذر عامة الناس من خطر جاحئة فيروس كورونا في 30 ديسمبر 2019. تعرّض لي لاحقًا للفيروس من مريض وتوفي في المستشفى في 7 فبراير 2020.[4][5][6][7]